# Eutreptiella pomquetensis
Eutreptiella pomquetensis ((McLachlan, Seguel & Fritz) Marin & Melkonian, 2003), secondo una classificazione filogenetica  è una specie del supergruppo Excavata appartentente alla famiglia Eutreptiaceae.
Una classificazione ormai non più riconosciuta inserisce questa specie nel genere Tetreutreptia.

## Caratteristiche
Eutreptiella pomquetensis, si presume, è stata ritrovata per la prima volta nel 1994, da J.L.McLachlan, M.R.Seguel & L.Fritz, che la hanno inizialmente erroneamente classificata nel genere Tetreutreptia..
Successivamente avvenne un ritrovamento nel 2003, ad opera di Marin & Melkonian, che classificò questo organismo nel genere Eutreptiella.
Recenti ritrovamenti sono avvenuti in Svezia (Mar baltico), Canada (Nuova scozia),
Eutreptiella pomquetensis è diffusa attualmente intorno alle coste Danesi e Svedesi del mar del nord e del mar baltico, alle coste spagnole del Mar mediterraneo, in turchia (Mar nero), nel Canada (Mare artico, atlantico e pacifico), USA (atlantico e pacifico), Cina, Giappone e Corea del sud (pacifico)..